# سیارک ۲۱۶۸۰
سیارک ۲۱۶۸۰ (به انگلیسی: 21680 Richardschwartz، نامگذاری:1999RS31) بیست و یک هزار و ششصد و هشتادمین سیارک کشف شده‌است که در ۹ سپتامبر ۱۹۹۹ کشف شد.
قدر مطلق سیارک برابر ۱۶.۲ است.